# Вулиця Кібенка (Черкаси)
Ву́лиця Кібе́нка — вулиця в Черкасах.

## Розташування
Вулиця починається від вулиці Сумгаїтської і простягається на південний схід, впирається у провулок Радистів.

## Опис
Вулиця вузька, не асфальтована.

## Походження назви
Вулиця утворена 1961 року як провулок Другий Соснівський. Пізніше перейменовано у провулок Соснівський, а з 1987 року перетворено на вулицю і названо на честь Віктора Кібенка, Героя Радянського Союзу, ліквідатора на ЧАЕС.

## Будівлі
По вулиці розташовані лише приватні будинки, в кінці праворуч знаходиться ЗОШ № 7.